# 16861 Lipovetsky
16861 Lipovetsky è un asteroide della fascia principale. Scoperto nel 1997, presenta un'orbita caratterizzata da un semiasse maggiore pari a 2,6183174 UA e da un'eccentricità di 0,0845324, inclinata di 9,14921° rispetto all'eclittica.